# Súper niño bully
Súper niño bully es un cortometraje chileno para televisión  dirigido por Nicolás López, y producido para MTV Latinoamérica y UNICEF. La cinta tiene como tema principal el fenómeno del acoso escolar en los colegios de la región.

## Antecedentes
Se entiende por acoso escolar el hostigamiento y maltrato verbal o físico entre escolares de forma reiterada en el tiempo. Para que ocurra debe haber un sujeto acosador, una víctima y un conflicto de fuerzas. El sujeto maltratado queda expuesto física y emocionalmente ante sujeto maltratador.
UNICEF, organismo de las Naciones Unidas para la protección de los Derechos del niño, desea detener de forma efectiva la práctica de este tipo de maltrato escolar. Para cumplir este objetivo se alió con MTV Networks, y de este modo hacer conjuntamente una campaña a nivel mundial con los efectos del bullying.
Para llegar de mejor manera a los jóvenes, Fabrizio Copano, comediante y guionista chileno, escribió el guion para Súper Niño Bully con el apoyo del director de cine chileno Nicolás López, quien es conocido por su filme juvenil Promedio rojo, también basado en la historia de un adolescente escolar.

Súper Niño Bully es violento y brutal, tiene un sentido del humor ácido e irónico. Es lo más fuerte que he hecho.
Nicolás López

## Argumento
La historia se trata de un adolescente llamado Diego, apodado "iPod" (Fabrizio Copano) que es maltratado por tres alumnos de su colegio (entre ellos Ariel Levy), quienes lo hostigan, le quitan su iPod (por eso el apodo) y graban un video que posteriormente suben a un sitio web que parodia a YouTube. Su padre (Marcial Tagle, Casado con Hijos), quien es culpable de violencia intrafamiliar, ve el video y, en vez de apoyar a su hijo se burla de él; su madre (Jenny Cavallo, Cabra Chica Gritona) es alcohólica para evadir su fuerte depresión. 
En el colegio las cosas no son muy diferentes; el profesor (Boris Quercia) y el orientador del establecimiento (Nicolás Martínez) tampoco toman en cuenta a Diego. Finalmente, y luego de reiterados maltratos en un camarín del colegio, Diego muere frente a los ojos de sus abusadores.

## Elenco
- Fabrizio Copano - Diego
- Ariel Levy - Benito (matón)
- Boris Quercia - Profesor
- Jenny Cavallo - Mamá de Diego
- Marcial Tagle - Papá de Diego
- Nicolás Martínez - Orientador
- Mauricio López - Adolfo (matón)
- Álvaro López Álvarez - Augusto (matón)

## Estreno
Súper Niño Bully fue estrenado el 29 de junio de 2007 a las 22 horas (GMT-4) por MTV Latinoamérica. Fue seguido por el programa "Noticias MTV foro: bullying, el terror escolar", animado por Nicolás Artusi desde Argentina y Jazz desde México. En ese espacio se analizó el tema del bullying y del cyberbullying en las escuelas Hispanoaméricanas, además de compartir las opiniones de escolares argentinos, mexicanos y de quienes dejaron su opinión en el sitio web  www.mtvla.com.
Además se abrió en el sitio web MTV Revolution la posibilidad de ver el cortometraje, el posterior reportaje sobre el tema, y contenidos especiales como entrevistas con el director y los actores principales.